# Melocactus harlowii
Melocactus harlowii  es una especie de plantas en la familia Cactaceae. Es endémica de Cuba.  Es una especie rara en la vida silvestre.

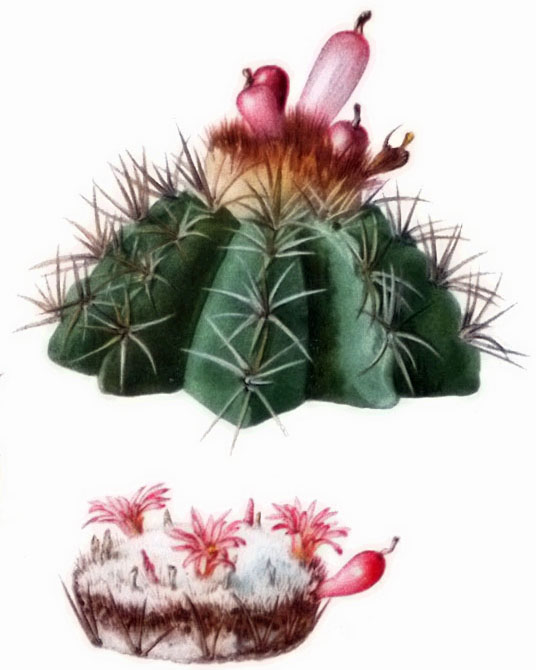
Ilustración

## Descripción
Melocactus harlowii Tiene el tallo verde brillante, ovados a cilíndricos, que puede alcanzar un diámetro de 10-20 cm de altura y hasta 25 centímetros de diámetro. tiene diez-doce costillas con espinas de 3-4 cm de largo en los dientes centrales y marginales. El cefalio es rojizo de 5 a 10 centímetros de alto, alcanzando apenas tal diámetro. Las flores son rojas de 1,5 a 2 cm de largo y tienen un diámetro de 1 a 2 cm. Apenas sobresalen del cefalio. Los frutos son rosados largos y miden hasta 2 cm de largo.

## Taxonomía
Melocactus curvispinus fue descrita por (Britton & Rose) Vaupel y publicado en Monatsschrift für Kakteenkunde 22: 66. 1912.
Etimología
Melocactus: nombre genérico, utilizado por primera vez por Tournefort, proviene del latín melo, abreviación de melopepo (término con que Plinio el Viejo designaba al melón). Se distingue de las demás cactáceas cilíndricas por tener un cefalio o gorro rojo, razón por la que los primeros españoles que llegaron a Sudamérica le llamaban "gorro turco".
harlowii: epíteto otorgado en honor al oficial naval americano y comandante de la Base Naval de Guantánamo Charles Henry Harlow.
Sinonimia
- Cactus harlowii
- Melocactus acunae
- Melocactus borhidii
- Melocactus evae
- Melocactus nagyi
- Melocactus radoczii[3][4]